# Барбормид (Кентаки)
Барбормид (енгл. Barbourmeade) град је у америчкој савезној држави Кентаки.

## Демографија
По попису из 2010. године број становника је 1.218, што је 42 (-3,3%) становника мање него 2000. године.
| Група             | 2000.         | 2010.         |
| Белци             | 1.206 (95,7%) | 1.166 (95,7%) |
| Афроамериканци    | 30 (2,4%)     | 18 (1,5%)     |
| Азијати           | 12 (1,0%)     | 10 (0,8%)     |
| Хиспаноамериканци | 8 (0,6%)      | 18 (1,5%)     |
| Укупно            | 1.260         | 1.218         |